# Jin Izumisawa
Jin Izumisawa (jap. 泉澤 仁 Izumisawa Jin; ur. 17 grudnia 1991) – japoński piłkarz występujący na pozycji pomocnika.

## Kariera klubowa
W latach 2014–2016 występował w Omiya Ardija. W latach 2017–2018 był zawodnikiem Gamba Osaka. W 2018 wypożyczony był do Tokyo Verdy. 5 stycznia 2019 podpisał dwuletni kontrakt z Pogonią Szczecin, jednak w klubie zagrał tylko jeden mecz, przeciw Lechowi Poznań, w którym strzelił bramkę, po czym już po pół roku rozwiązał swój kontrakt.